# Les Roqueteres (Santa Coloma de Farners)
Les Roqueteres és una muntanya de 564 metres que es troba al municipi de Santa Coloma de Farners, a la comarca de la Selva.